# Orthopolis (Sohn des Plemnaios)
Orthopolis (altgriechisch Ὀρθόπολις Orthópolis), der Sohn des Plemnaios, war in der griechischen Mythologie ein König von Sikyon.
Da alle Kinder des Plemnaios kurz nach der Geburt starben, kam Demeter in der Gestalt einer Frau nach Sikyon und zog Orthopolis auf. Dieser überlebte und folgte seinem Vater auf den Thron.
Orthopolis war der Vater der Chrysorrhoe. Sie war von Apollon schwanger und gebar den Koronos.
Eusebius von Caesarea schrieb Orthopolis 63 Regierungsjahre zu. Als Nachfolger nennt er Marathonios.